# Cournot-Oligopol

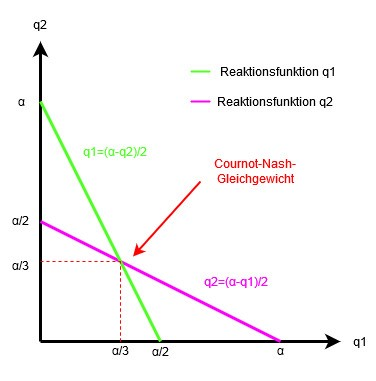
Cournot-Nash-Gleichgewicht, das sich als Schnittpunkt zweier Reaktionsfunktionen ergibt

Das Cournot-Oligopol ist in der Volkswirtschaftslehre ein nach Antoine-Augustin Cournot benanntes Marktmodell, bei dem die Marktstrategie die Angebotsmenge eines Unternehmens in den Vordergrund stellt. Es taucht in der Fachliteratur auch unter den Namen Cournot-Dyopol und Nash-Cournot-Gleichgewicht auf.

## Allgemeines
In der Mikroökonomie gibt es drei verschiedene Wettbewerbsformen, den Preiswettbewerb, Qualitätswettbewerb und das Cournot-Oligopol (Mengenwettbewerb). Im Preiswettbewerb steht der Marktpreis, im Qualitätswettbewerb die Produkt- oder Dienstleistungsqualität als Entscheidungsparameter im Vordergrund.
Im Cournot-Oligopol wird das Marktverhalten zweier oder mehrerer Konkurrenten auf einem unvollkommenen Markt beschrieben, auf dem die Angebotsmenge die „strategische Variable“ darstellt. Beim Bertrand-Wettbewerb ist dagegen der Preis die „strategische Variable“. Das Cournotsche Oligopolmodell ist ein einfaches und grundlegendes Modell in der Markt- und Preistheorie, das sich dadurch auszeichnet, dass es die Marktformen des Monopols und des Polypols als Grenzfälle mit einschließt.

## Grundlagen
Im Vordergrund steht die Angebotsmenge eines Unternehmens, wobei das gesamte Marktvolumen von den Angebotsmengen aller Wettbewerber abhängt, so dass der Gewinn eines einzelnen Unternehmens von den Produktionsmengen auch der anderen Unternehmen abhängig ist. Dabei können die Unternehmen ihre Angebotsmengen gleichzeitig (simultan) oder nacheinander (sequenziell) verändern oder sie bilden ein Mengenkartell (wie die Organisation erdölexportierender Länder). Der simultane Mengenwettbewerb führt zu einem höheren Marktvolumen, sinkenden Preisen und sinkenden Gewinnen. Beim sequenziellen Mengenwettbewerb erzielt nur der Pionier (englisch First Mover) einen höheren Gewinn als beim simultanen Wettbewerb. Beim Mengenkartell ist der Gewinn für alle Anbieter höher als bei den anderen Wettbewerbsformen.
Antoine-Augustin Cournot stellte sein Modell erstmals im Jahre 1838 vor. Er geht von nur wenigen Anbietern aus, wie es für ein Oligopol typisch ist. Es handelt sich um ein zweistufiges Modell, bei dem auf der ersten Stufe jeder Hersteller seine Angebotsmenge bestimmt, bis das Marktvolumen feststeht. Dann setzt auf der zweiten Stufe ein Preisanpassungsprozess ein, bei dem durch den Gleichgewichtspreis Angebot und Nachfrage ausgeglichen werden. Auf der ersten Stufe wird der Marktpreis nicht als Datenparameter (gegeben) betrachtet, sondern als Reaktionsparameter wegen der Mengenveränderung auf den Gleichgewichtspreis.

## Grundmodell: Cournot-Duopol
Varianten des Modells richten sich nach der Anzahl der Anbieter: zwei Anbieter bilden das Cournot-Duopol, gibt es nur einen Anbieter, spricht man vom Cournot-Monopol.

### Ausgangssituation
Man betrachte einen Markt mit folgenden Eigenheiten:
- Duopol: Es gibt auf dem Markt nur zwei Anbieter, I und J.
- Homogene Güter: Die angebotenen Produkte dieser beiden Anbieter sind von identischer Beschaffenheit und Qualität.
- vollständige Information: Die Nachfrager sind zu jedem Zeitpunkt über die Angebotspreise der Anbieter informiert und versuchen, beim billigsten Anbieter zu kaufen.
- Unendlich schnelle Reaktionszeiten: Jeder der beiden Anbieter hat zu jedem Zeitpunkt Kenntnis über seinen eigenen Angebotspreis und den seines Konkurrenten und kann unendlich schnell auf Preisänderungen reagieren. Weiterhin kennt jeder Anbieter zu Beginn des Marktes die Ausgangssituation in vollem Umfang, insbesondere auch die Grenzkosten seines Konkurrenten.
- Maximierungskalkül: Beide Anbieter wollen ihren Gewinn (= (Verkaufspreis – Grenzkosten) {\displaystyle \cdot } Angebotsmenge) maximieren und wissen, dass ihr Konkurrent dies ebenfalls will.
- Simultane Entscheidung: Beide Anbieter entscheiden simultan über ihre Angebotsmengen, ohne dass sie Kenntnis von der Angebotsmenge des Konkurrenten haben. Sie tun dies über Beste-Antwort-Funktionen (auch Reaktionsfunktionen genannt).
- Die Nachfrage folgt einer bekannten linearen Preis-Absatz-Funktion (Preis = K – Angebotsmenge).
- Beide Anbieter haben identische und konstante Grenzkosten (=Bereitstellungskosten je Einheit des Produkts), es gibt keine Fixkosten.
- Die Angebotsmengen werden von den beiden Anbietern vor Beginn des Marktes festgesetzt und können während der betrachteten Zeitspanne nicht geändert werden. Nicht verkaufte Waren sind nach Ende des Marktes wertlos. Änderungen des Angebotspreises sind jederzeit beliebig möglich. Die Anbieter werden ihre Preise solange variieren, bis die Nachfrage genau dem Angebot entspricht, d. h. sie wählen schließlich genau denjenigen Preis, zu dem sie alles verkauft bekommen. Somit ist die Angebotsmenge die „strategische Variable“, deren Wahl das Marktergebnis (und somit auch den Marktpreis) determiniert.

### Mathematische Herleitung des Marktergebnisses
- Die Nachfragefunktion sei {\displaystyle p=a-b(x_{i}+x_{j})} mit p = Marktpreis, {\displaystyle x_{i},x_{j}} = Angebotsmengen der Anbieter I und J, a und b seien Konstanten > 0.
- Die Gewinnfunktionen der Anbieter seien {\displaystyle G_{n}=px_{n}-cx_{n}}, mit {\displaystyle G_{n}} = Gewinn des Anbieters {\displaystyle n} (I oder J); {\displaystyle x_{n}} sei die Angebotsmenge des Anbieters {\displaystyle n} und {\displaystyle c} seien die variablen Kosten je Mengeneinheit (Grenzkosten).

Die Nachfragefunktion lässt sich in die Gewinnfunktionen der Anbieter einsetzen, indem man {\displaystyle p} ersetzt:
{\displaystyle G_{i}=(a-bx_{i}-bx_{j})x_{i}-cx_{i}} und {\displaystyle G_{j}=(a-bx_{i}-bx_{j})x_{j}-cx_{j}}.
Nun werden die Gewinnfunktionen abgeleitet, {\displaystyle G_{i}} nach {\displaystyle x_{i}} und {\displaystyle G_{j}} nach {\displaystyle x_{j}}, und gleich 0 gesetzt, um das Maximum der Gewinnfunktionen zu ermitteln:
{\displaystyle {\frac {\partial G_{i}}{\partial x_{i}}}=a-2bx_{i}-bx_{j}-c=0\iff x_{i}={\frac {a-bx_{j}-c}{2b}}}, analog kommt man auf {\displaystyle x_{j}={\frac {a-bx_{i}-c}{2b}}}.
Ein Gleichgewicht ist dann erreicht, wenn beide Gleichungen erfüllt sind, also kann man einsetzen:
{\displaystyle x_{i}={\frac {a-b{\frac {a-bx_{i}-c}{2b}}-c}{2b}}\iff x_{i}^{*}={\frac {a-c}{3b}}}, analog erhält man {\displaystyle x_{j}^{*}={\frac {a-c}{3b}}}.
Dies gilt nur, falls {\displaystyle a>c} ist, da sonst die Stückkosten höher sind als der höchste erzielbare Absatzpreis (Prohibitivpreis), wird natürlich nichts angeboten. Im Gleichgewicht bieten also beide Anbieter die gleiche Menge an. Diese Menge wird beim Vergleich verschiedener Modelle für oligopolistische Marktsituationen Cournot-Menge genannt.
In die Preis-Absatz-Funktion eingesetzt, ergibt sich als Marktpreis {\displaystyle p=a-b(x_{i}+x_{j})={\frac {a+2c}{3}}}.
Anmerkung: Das mathematische Modell kann sowohl mit einfacherer als auch mit allgemeinerer Ausgangssituation (durch Normierung bestehender oder Hinzunahme zusätzlicher Variablen) aufgestellt werden. In Lehrbüchern existieren vielerlei anderer Darstellungen, die i. A. Verallgemeinerungen oder Spezialfälle der hier genannten Formulierung sind.

### Verbale Erläuterung des Ergebnisses
Die beiden Konkurrenten wissen voneinander, dass sie die Handlungsmöglichkeiten des jeweils anderen in ihre Kalkulation mit einbeziehen. Deshalb versuchen sie, diejenige Angebotsmenge zu wählen, welche die „beste Antwort“ auf die antizipierte Angebotsmenge des Konkurrenten darstellt. Die einzige Kombination von Angebotsmengen, bei denen beide jeweils die „beste Antwort“ auf die Angebotsmenge des Gegners sind, sind oben beschriebenen Mengen. Wählt einer der Anbieter die Cournot-Menge, so ist es für den Gegner, auch wenn ihm die Mengenentscheidung seines Gegners bekannt ist, optimal, ebenfalls die Cournot-Menge zu wählen. Wählte er mehr als die Cournot-Menge, würde er über den sinkenden Marktpreis mehr verlieren, als er über den steigenden Absatz gewinnen würde. Wählte er weniger, würde er über die gesunkene Absatzmenge mehr verlieren, als er über den dann höheren Marktpreis gewänne. Es handelt sich also um ein stabiles Gleichgewicht, das ein Nash-Gleichgewicht darstellt, also J.F. Nashs Anforderungen an ein stabiles Gleichgewicht in strategischen Entscheidungssituationen genügt.

## Verallgemeinerung auf das Oligopol
Wir betrachten nun einen Markt mit {\displaystyle n\in \mathbb {N} } Anbietern und setzen zur Vereinfachung {\displaystyle b=1}.
Die Preis-Absatz-Funktion lautet nun:
{\displaystyle p=a-\sum _{i=1}^{n}x_{i}},
die Gewinnfunktion eines Anbieters {\displaystyle i} lautet:
{\displaystyle G_{i}=(a-(x_{i}+\sum _{j=1;j\neq i}^{n}x_{j}))x_{i}-cx_{i}},
deren Ableitung nach {\displaystyle x_{i}} ist:
{\displaystyle {\frac {\partial G_{i}}{\partial x_{i}}}=a-2x_{i}-\sum _{j=1;j\neq i}^{n}x_{j}-c=0\iff x_{i}={\frac {a-\sum _{j=1;j\neq i}^{n}x_{j}-c}{2}}}.
Daraus und aus der Überlegung, dass in einem Gleichgewicht gleicher Spieler die Mengen der Spieler gleich sein müssen, kann man die Gleichgewichtsangebotsmengen herleiten:
{\displaystyle x_{i}={\frac {a-(n-1)x_{i}-c}{2}}\iff x_{i}={\frac {a-c}{n+1}}} .
Setzt man in diese Gleichung die Anbieterzahl {\displaystyle n=2} ein, ergibt sich die oben errechnete Cournot-Duopol-Menge; bei einer Anbieterzahl von {\displaystyle n=1}, einem Monopol also, erhält man die Cournot-Monopol-Menge, die Cournot in seiner Preistheorie des Monopols (Cournotscher Punkt) beschrieben hat. Für eine gegen unendlich gehende Anbieterzahl konvergiert das Modell gegen das von der Theorie vorhergesagte Marktergebnis des Polypols.
Die folgende Tabelle liefert einen Überblick über die Marktergebnisse bei verschiedenen Anbieterzahlen (mit {\displaystyle a=1} und {\displaystyle b=1}):
| Anbieterzahl              | 1                                         | 2                                         | 3                                         | … | unendlich                    |
| ------------------------- | ----------------------------------------- | ----------------------------------------- | ----------------------------------------- | - | ---------------------------- |
| Angebotsmenge je Anbieter | {\displaystyle {\frac {1-c}{2}}}          | {\displaystyle {\frac {1-c}{3}}}          | {\displaystyle {\frac {1-c}{4}}}          | … | nahe 0                       |
| Gesamtangebotsmenge       | {\displaystyle (1-c)\cdot {\frac {1}{2}}} | {\displaystyle (1-c)\cdot {\frac {2}{3}}} | {\displaystyle (1-c)\cdot {\frac {3}{4}}} | … | {\displaystyle (1-c)\cdot 1} |
| Marktpreis                | {\displaystyle c+{\frac {1-c}{2}}}        | {\displaystyle c+{\frac {1-c}{3}}}        | {\displaystyle c+{\frac {1-c}{4}}}        | … | c                            |

Erkennbar ist, dass
- der Absatz des einzelnen Anbieters mit zunehmender Anbieterzahl schwindet;
- sich die Marktversorgung (Gesamtangebotsmenge) mit zunehmender Anbieterzahl verbessert;
- der Marktpreis mit steigender Anbieterzahl in Richtung Grenzkosten sinkt.

## Interpretation des Oligopolmodells
Einige weitere Ergebnisse des Modells (bzw. von Erweiterungen des Modells):
- Die Gesamtmenge der Unternehmensgewinne ist maximal bei einem Anbieter (Monopol). Schon bei zwei Anbietern sinkt die Summe der Unternehmensgewinne beträchtlich, und diese teilt sich auch noch auf zwei Anbieter auf. Schon bei 4–5 Anbietern sinkt der Gewinn je Unternehmen auf einen kleinen Bruchteil des Monopolgewinnes. Bei unendlich vielen Anbietern sinken die Unternehmensgewinne auf Null.
- Die Konsumentenrente (Maß für die Wohlstandsgewinne der Konsumenten durch den Markt) entspricht im Monopolfall dem Unternehmensgewinn des Monopolisten. Mit steigender Anbieterzahl nimmt sie zu, und zwar stärker als die Unternehmensgewinne abnehmen. Der volkswirtschaftlich günstigste Fall (Summe aus Unternehmensgewinnen und Konsumentenrente ist maximal) ist das Polypol (unendlich viele Anbieter).
- Sind die Grenzkosten der Unternehmen unterschiedlich, unterscheiden sich die Gewinne der Unternehmen. Es kann dabei vorkommen, dass der Marktpreis (vor allem bei hoher Anbieterzahl) unter die Grenzkosten einzelner Unternehmen sinkt. Diese stellen den Verkauf ein und verlassen den Markt. Für ein einzelnes Unternehmen kann es deshalb auf zweierlei Weise günstig sein, seine Grenzkosten zu senken: Erstens steigt die Spanne zwischen Marktpreis und Kosten durch die gesunkenen Kosten selber und dadurch der Gewinn. Zweitens ist es bei gestiegener Gewinnspanne für dieses Unternehmen optimal, seine Angebotsmenge auf dem Markt etwas zu erhöhen. Dadurch sinkt der Marktpreis, weshalb u. U. konkurrierende Unternehmen ihre Angebotsmenge senken oder ganz aus dem Markt ausscheiden könnten. Sind infolgedessen weniger Anbieter auf dem Markt, verteilt sich der Gewinn auf weniger Unternehmen.
- Haben die Unternehmen für die Marktteilnahme jeweils Fixkosten zu tragen, kann es sein, dass die Unternehmensgewinne nicht ausreichen, um die Fixkosten zu decken. Sind den Unternehmen die Fixkosten nicht schon vorher entstanden (versunkene Kosten), wird nur eine begrenzte Zahl an Unternehmen den Markt betreten. In diesem Fall ist es auch volkswirtschaftlich optimal, dass nicht unendlich viele Unternehmen auf dem Markt tätig sind, da ab einer gewissen Anbieterzahl der Anstieg der Konsumentenrente bei einer Erhöhung der Anbieterzahl nicht mehr ausreicht, die sinkenden Unternehmensgewinne auf dem Markt und die Fixkosten des zusätzlichen Unternehmens zu decken. Es sind Extremfälle denkbar (und auch realistisch), in denen es aus Gründen sehr hoher Fixkosten volkswirtschaftlich optimal ist, wenn nur ein Unternehmen den gesamten Markt bedient (also Monopolist ist).

## Weitere Oligopolmodelle
Es gibt für einige andere Marktsituationen sehr bekannte Grundmodelle:
- der Stackelberg-Wettbewerb (nach Heinrich von Stackelberg), in dem die Marktteilnehmer ihre Mengenentscheidungen nicht simultan, sondern sequenziell treffen[6];
- der Bertrand-Wettbewerb (nach Joseph Bertrand), in dem der Preis und nicht die Menge die strategische Variable ist;
- das Kreps-Scheinkman-Modell (nach David Kreps und José Scheinkman), in dem Preis- und Mengenwettbewerb durch Entscheidungen über den Aufbau von Produktionskapazitäten kombiniert werden[7];
- das Hotelling-Standortmodell (nach Harold Hotelling), das sich mit Preisunterschieden aufgrund von räumlichen Entfernungen oder Produktdifferenzierung beschäftigt.